# Publi Corneli Lèntul Espinter (cònsol)

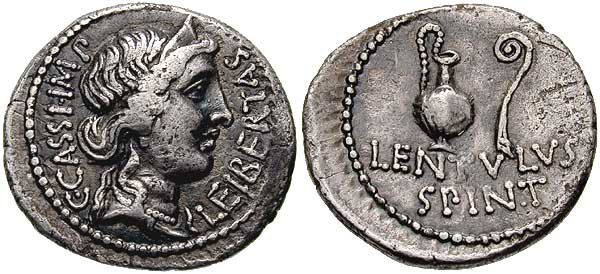
Denari expedit per Cassi Longí i Lèntul Espinter, que representa el cap coronat de Libertas i al revers una gerra de sacrifici i lituus

Publi Corneli Lèntul Espinter (llatí: Publius Cornelius P. f. L. n. Lentulus Spinther) va ser un magistrat romà del . Formava part de la gens Cornèlia, una antiga família romana de les més distingides, d'origen tant patrici com plebeu. El seu renom derivava de la seva semblança amb un famós actor anomenat Espinter.
Va ser edil curul l'any 63 aC i hom li encarregà la custòdia de Publi Corneli Lèntul Sura. La seva magistratura és recordada perquè organitzà uns jocs esplèndids i perquè portava una toga, amb vora de porpra de Tir, que va ofendre per la seva ostentació. L'any 60 aC va ser pretor, i als Jocs Apol·linars va ser el primer que va treure un tendal (carbasina vela) per protegir els espectadors del sol. L'any 59 aC va ser nomenat propretor per la Hispània Citerior, amb el suport de Juli Cèsar. Es va estar a la Citerior bona part de l'any 58 aC i va retornar per optar al consolat, que va obtenir pel 57 aC, altre cop amb suport de Cèsar.
L'1 de gener del 57 aC, d'acord amb el seu col·lega Metel Nepot (que curiosament tenia també molta ressemblança amb un actor de nom Pàmfil), va fer tornar de l'exili a Ciceró. Tot i el seu deute moral amb Juli Cèsar, va prendre partit per l'aristocràcia, encara que es va oposar a promoure a Pompeu a la suprema superintendència del mercat del gra.
Va obtenir un decret a favor de la restauració de Ptolemeu XII Auleta com a rei d'Egipte, i es preparava per anar a aquest país com a procònsol quan el mes de desembre un llamp va destruir una estàtua de Júpiter al Mont Albà. Es van consultar els llibres sibil·lins i es va trobar un oracle que prohibia la restauració d'un rei a Egipte mitjançant la força armada. Cató, que llavors era tribú, es va convertir en enemic de Lèntul, va donar suport a l'oracle, que probablement havia estat pensat principalment contra Pompeu, i va ordenar als quindecemvirs de llegir-lo en públic. La qüestió va anar al senat, on es va estar debatent durant un temps. Lèntul va tenir el suport d'Hortensi i Lucul·le, i el partit aristocràtic dirigit per Bíbul, va optar per una solució intermèdia, demanant enviar a tres ambaixadors a Egipte. Però els senadors rebutjaren aquesta proposta. Ciceró, que estava agraït a Lèntul per haver-lo fet tornar de l'exili, va tenir un paper poc important en aquest afer.
El nou cònsol Marcel·lí va procurar ajornar la qüestió sine die, i així va quedar fins que el 55 aC el governador de Síria, Aulus Gabini, va ignorar l'autoritat del senat i va efectuar la restauració.
El 56 aC, Espinter va ser procònsol a Cilícia, càrrec que va mantenir fins al 53 aC. Va fer una campanya als monts Amans, amb un succés notable. Ciceró va donar suport amb entusiasme a la seva reclamació dels honors del triomf, però no li van ser atorgats fins al 51 aC, quan Ciceró era a Cilícia.
L'any 49 aC, quan va començar la segona guerra civil, Lèntul va optar per lluitar contra Cèsar, i va tenir el comandament de deu cohorts al Picè. Quan s'acostava l'enemic, Lèntul va fugir i es va unir a Luci Domici Ahenobarb a Corfínium. Quan Cèsar va arribar i Pompeu va refusar d'anar a ajudar-los, Lèntul va ser autoritzat per la guarnició a establir negociacions amb Cèsar. Juli Cèsar el va rebre amicalment, el va deixar marxar amb els seus companys i va prendre les tropes al seu servei. Lèntul es va retirar a Putèols, d'on, al cap d'un temps, es va unir amb Pompeu a Grècia.
L'any 48 aC, l'exèrcit principal de Pompeu es va enfrontar amb el de Cèsar a la batalla de Farsàlia. Trobem a Lèntul abans de la batalla, disputant amb Metel Escipió, i amb Luci Domici, per veure qui tenia més dret per a succeir a Cèsar com a pontífex màxim. Farsàlia va significar la derrota definitiva de les forces de Pompeu, que va fugir a Egipte, on va ser immediatament decapitat per Ptolemeu XIII. Lèntul Espinter va fugir a l'illa de Rodes, on primer no el van deixar desembarcar, però immediatament se li va concedir asil.
Segons Sext Aureli Víctor, més endavant va caure en mans de Cèsar va ser assassinat. El seu fill, Publi Corneli Lèntul va ser proqüestor i també va portar el sobrenom d'Espinter.